# 鄭元嘉
鄭元嘉（1975年2月22日—），台灣歌手，1998年在北台灣 pub 駐唱發跡，為 Monster live Band 樂團主唱，多變的音樂曲風、渾厚的嗓音，自成一格。

2008年歷經母喪為動力，之後積極投身音樂創作，發行個人專輯，成為詞曲創作、唱片製作的全能歌手。

## 音樂作品
| 作品名稱 / 備註                              | 發行年份 |
| -------------------------------------------- | -------- |
| 愛的搜查線 忠於自己合輯 / 單曲               | 2005年   |
| 旅程 鄭元嘉 / EP                             | 2008年   |
| 沒在怕 鄭元嘉 / 專輯                         | 2011年   |
| 是你乎我這場夢 伍浩哲 思念無聲專輯 / 單曲    | 2014年   |
| 自以為 / EP                                  | 2016年   |
| 最真誠的朋友 / EP                            | 2018年   |
| 整顆心 / 單曲                                | 2019年   |
| 忘了愛情忘不了你 2019乾坤全新國語合輯 / 單曲 | 2019年   |
| 我為人人 / 單曲                              | 2021年   |
| 關於愛。情2022 新歌+精選 / 專輯              | 2022年   |

## 影視作品

### 演出
- 高慧君〈愛與願違〉MV
- 中華電視公司連續劇《生命的太陽》第40集 角色:阿達

### 代言
- 2005年 金牌健身中心 [GOLD'S GYM IN TAIWAN] 代言人

### 配音
- 1990年 可口可樂公司水瓶座運動飲料 廣告配音
- 2008年 燦坤前進奧運篇 電台廣告配音
- 2008年 燦坤開學篇 電台廣告配音
- 2008年 燦坤週年特賣篇 電台廣告配音
- 2009年 燦坤新春特賣篇 電台廣告配音
- 2009年 燦坤封館會員招待會 店頭帶配音
- 2011年 自由之聲電台 台呼詞曲設計配唱
- 2013年 自由之聲電台 台呼詞曲設計配唱
- 2014年 自由之聲電台 台呼詞曲設計配唱
- 2016年 自由之聲電台 台呼詞曲設計配唱